# Claudio Fox
General Claudio Fox Valdés fue un militar mexicano que participó en la Revolución mexicana. Nació en Hermosillo, Sonora, el 23 de abril de 1885, siendo hijo de Claudio Fox y de Ramona Valdés. Fue constitucionalista y operó en los estados de Sonora y Chihuahua con el general Francisco Urbalejo. No se unió a la rebelión de Agua Prieta en 1920, pero pronto se alió al obregonismo. Llegó a ser jefe de operaciones militares en Oaxaca. Por órdenes de Álvaro Obregón y de Plutarco Elías Calles, aprehendió y ejecutó en Huitzilac al General Francisco R. Serrano y a su grupo político.

### Asesinato de Francisco R. Serrano
En 1927, durante el movimiento de Arnulfo R. Gómez y Francisco R. Serrano, fue el comandante de la columna que ejecutó cobardemente a este último y a otros trece acompañantes entre civiles y militares en Huitzilac, Morelos, sobre la carretera de Cuernavaca, el 3 de octubre de 1927. Además de  comandar la aprehension de  Serrano, permitió al asesino material Hilario Marroquin supuestamente despojar a Serrano de su arma y permitirle también quedarse con el automóvil del General Serrano y con 20 mil pesos que tenía en su cartera.

### Baja y reingreso al ejército
Posteriormente quedó fuera del servicio, pero reingresó al Ejército Mexicano durante el gobierno del general Manuel Ávila Camacho. Fue general de brigada con antigüedad de 11 de marzo de 1924. 

### Muerte
Falleció en la Ciudad de México en 15 de mayo de 1961 a los 76 años de edad a causa de un shock irreversible. En la telenovela histórica mexicana Senda de gloria fue interpretado por el actor Carlos González.